# プロミクロセラス
プロミクロセラス（学名：Promicroceras）は、前期ジュラ紀の後期シネムーリアンのヨーロッパに生息したアンモナイトの属。Leonard Frank Spath が1925年に命名した。エオデロセラス上科の一部であるエオデロセラス科に分類される。
殻の形状はへそが開き、肋が発達し、腹側で肋が平坦化し、明瞭なイボを持たない小さな棘が並ぶ進化を遂げている。

## 分布
プロミクロセラスの種は一般にサウス・ウェスト・イングランドで発見され、特にドーセットの海岸で見つかることが多い。
黄鉄鉱化したプロミクロセラスの化石が一般にライムレジスの海岸沿いで発見されており、ジュラ紀前期シネムーリアンにあたるブラックベンという崖の泥灰土に良い状態で保存されている。この地域の化石ショップは一般に汚れを取って磨いたプロミクロセラスを販売している。
同じくイングランドのサマセット州では「マーストンマグナの大理石」と呼ばれるプロミクロセラスの密集化石が発見されている。大理石と呼称されているが大理石ではなく、堆積岩である。この岩は地表に露出しておらず、深さ22メートルの井戸から回収されており、一部の化石はここから切り出されて墓地の石などに利用され失われている。極めて良好な保存状態であるため、この化石は原因不明の大量死の後で短期間に蓄積したものと考えられている。